# Núria Feliu
Núria Feliu Mestres, conocida como Núria Feliu, (Barcelona, 21 de septiembre de 1941 - ibídem, 22 de julio de 2022) fue una cantante española en lengua catalana en diversos géneros de música popular, figura singular de la Nova Cançó, fue pionera en cantar estándares norteamericanos y del jazz en catalán, también fue actriz.

## Trayectoria artística
Nació el 21 de septiembre de 1941 en el barrio de Sants de Barcelona, donde vivió toda su vida. Debutó en 1965 y destacó por sus discos de canciones populares catalanas, patrimonio cultural del que fue defensora, cantó boleros y cuplés. Fue pionera como intérprete en la introducción del idioma catalán en algunos de estos estilos, como en el jazz y los estándares norteamericanos, con repertorios de Broadway a Hollywood, cantando bandas sonoras de películas, e incluso country en catalán. Hizo versiones de clásicos del jazz, destacando especialmente su colaboración con el pianista Tete Montoliu, la primera artista que cantó este género en catalán. En su repertorio hubo adaptaciones de poetas españoles y uno de sus grandes letristas y adaptadores de textos fue el poeta Josep Maria Andreu. Feliu fue defensora de la música tradicional, también interpretó sardanas. En los últimos años de su carrera fue acompañada por el pianista Lucky Guri.
En 2007 reunió en un libro-disco las sardanas más populares con motivo del centenario del estreno de La santa espina, la obra de Ángel Guimerá con música de Enric Morera. Quiso recuperar en Núria Feliu recita les sardanes més populars algunas de las obras poéticas y corales que se han convertido en clásicos de la música catalana. Este trabajo literario y discográfico ofrecía una muestra ilustrativa de la producción poética coral en selección de Lluís Subirana y Núria Feliu de los principales poetas y compositores catalanes del género.
El 9 de octubre de 2011 en el Gran Teatro del Liceo de Barcelona, celebró cincuenta años de carrera y setenta de vida con el espectáculo colectivo "Núria Feliu 50/70" en el que participaron algunos artistas y ella cantó algunos de sus temas.

## Premios
En 1976 fue galardonada con el Premio de Cultura Popular concedido por el Ministerio de Cultura por su disco Cançons d'Apel·les Mestres, en 1979 con la "Medalla del Cercle català" de Madrid, en 1985 con la Cruz de San Jorge, en 1990 con el Premio Sant Jordi de Cine concedido por RNE y el Premio SGAE por su trayectoria. En 2008 el Ayuntamiento de la ciudad de Barcelona le concedió la Medalla de Honor de Barcelona.
En 2022 el Parlamento de Cataluña otorga a Núria Feliu a título póstumo la Medalla de Honor: "Por su contribución al prestigio del catalán y a la normalización de su uso con la interpretación de versiones de grandes temas internacionales de la canción standard y el jazz y con la recuperación de cuplés y canciones populares catalanas".  
En 2024 se le rinde homenaje en Barcelona con una gran exposición que glosa su figura artística en el Palacio Robert. Además se celebra un concierto en el Palau de la Música Catalana en su honor el 15 de mayo de 2024.

## Discografía
- 1965: Anirem tots cap al cel.
- 1965: Gent.
- 1965: Núria Feliu amb Tete Montoliu.
- 1966: Núria Feliu amb Lou Bennett i els seus amics.
- 1966: Cançons de pel.lícules.
- 1966: JAM Session en el C.E.N.
- 1967: Mai no goses.
- 1967: El cant dels ocells.
- 1968: Núria Feliu canta Salvador Espriu.
- 1968: Què n'ha quedat del nostre amor?.
- 1968: Senzillament.
- 1969: No encenguis l'espelma.
- 1970: Mitges brillants.
- 1970: El cuplet a Barcelona.
- 1971: Homenatge a Mistinguett.
- 1972: Núria de nit.
- 1973: El clar país.
- 1973: Cançons que m'agraden.
- 1973: Té per tots.
- 1974: Cuplets tradicionals catalans.
- 1974: Cinema ranci... cinema d'avui.
- 1975: Núria Feliu y los Guacamayos. Boleros.
- 1976: Cançons d'Apel·les Mestres.
- 1977: El cant del poble.
- 1978: I les gavines seran de paper de xarol.
- 1979: La Comèdia Musical Catalana.
- 1981: Viure a Barcelona. (Letras de Guillem d'Efak y Música de Antoni Parera Fons)
- 1985: Més que mai.
- 1986: Cançons d'entre-guerres.
- 1987: Els Óscars de la Feliu. Bandas sonoras de películas.
- 1989: Amb cor i ànima.
- 1990: Núria Feliu. 25 anys.
- 1990: Núria Feliu i Tete Montoliu. 1965-1990.
- 1994: Us ho devia.
- 1995: Els nostres cuplets.
- 1996: Per raons sentimentals.
- 2002: Amb un aire country.
- 2005: Núria Feliu. 40 anys.
- 2007: Les sardanes més populars. Disco-libro.
- 2013: Poemes patriòtics. Recitado. Disco-libro.
- 2014: Te'n recordes?. Recopilatorio de Picap con alguna pieza inédita y otras no editadas anteriormente en CD.

### Publicaciones
- Núria Feliu. 25 anys. Libro biográfico fotográfico con textos de Núria Feliu. Editorial Pòrtic, Barcelona. 1991. ISBN 9788473064323
- Feliu, Núria. Desvetllant poemes. Tria de versos per a un recital. Edicions Proa, 1999. ISBN 9788482567495
- Feliu, Núria; Torras i Corbella, Albert. Dies i records d'infantesa. Barcelona: Ara Llibres, 2015. ISBN 9788416154449. Autobiografía sobres sus primeros recuerdos.